# Derley (ur. 1987)
Derley, właśc. Vanderley Dias Marinho (ur. 29 grudnia 1987 w São Luís) – brazylijski piłkarz występujący na pozycji napastnika, obecnie zawodnik meksykańskiego Chiapas.

## Kariera klubowa
Derley pochodzi z miasta São Luís w stanie Maranhão, zaś karierę piłkarską rozpoczynał jako osiemnastolatek w klubie Americano FC z pobliskiej miejscowości Bacabal, grającym w drugiej lidze stanowej. W sezonie 2006 awansował z nim do pierwszej ligi stanowej – Campeonato Maranhense, lecz spadł z niej już podczas kolejnych rozgrywek. Bezpośrednio po tym przeniósł się do Bangu AC z siedzibą w Rio de Janeiro, gdzie spędził kilka miesięcy w drugiej lidze stanu, po czym został zawodnikiem występującego w pierwszej lidze stanowej klubu Americano FC z miasta Campos dos Goytacazes. W późniejszym czasie bez większych sukcesów reprezentował barwy innych zespołów z niższych lig brazylijskich – Campinense Clube (pierwsza liga stanowa) oraz União São João (druga liga stanowa). W 2010 roku udało mu się zadebiutować na szczeblu centralnym – jako zawodnik Madureira EC z siedzibą w Rio, z drugiego miejsca awansował z czwartej do trzeciej ligi ogólnokrajowej.
W styczniu 2011 Derley przeszedł do ekipy Ceará SC z miasta Fortaleza. W tym samym roku triumfował z nią w rozgrywkach ligi stanowej – Campeonato Cearense, lecz nie potrafił wywalczyć sobie miejsca w składzie, wobec czego już po paru miesiącach odszedł do rywala zza miedzy – zespołu Associação Esportiva Tiradentes (pierwsza liga stanowa). Później przez pół roku grał w EC Cruzeiro z siedzibą w Porto Alegre (pierwsza liga stanowa), po czym powrócił do Madureira EC. W jego barwach jako podstawowy piłkarz grał w trzeciej lidze brazylijskiej przez rok. W lipcu 2013 na zasadzie wolnego transferu zasilił portugalski zespół CS Marítimo z miasta Funchal. W tamtejszej Primeira Liga zadebiutował 18 sierpnia 2013 w wygranym 2:1 spotkaniu z Benficą, w którym strzelił również pierwszego gola w nowej drużynie (z rzutu karnego). Z miejsca został największą gwiazdą i najskuteczniejszym graczem Marítimo – w sezonie 2013/2014 zajął ze swoją ekipą szóste miejsce w tabeli, zaś sam z szesnastoma bramkami wywalczył miano wicekróla strzelców ligi portugalskiej (ustępując tylko Jacksonowi Martínezowi).
Latem 2014 Derley za sumę 2,5 miliona euro przeniósł się do ówczesnego mistrza Portugalii – SL Benfica ze stołecznej Lizbony. Tam spędził obfity w sukcesy rok, lecz pozostawał wyłącznie rezerwowym w taktyce Jorge Jesusa, ustępując miejsca w ataku swoim rodakom – Limie oraz Jonasowi. W sezonie 2014/2015 zdobył z Benficą potrójną koronę – mistrzostwo Portugalii, puchar ligi – Taça da Liga oraz superpuchar kraju – Supertaça Cândido de Oliveira. Bezpośrednio po tym został wypożyczony do tureckiego Kayserisporu, który za jego transfer wyłożył 600 tysięcy euro. W tamtejszej Süper Lig zadebiutował 16 sierpnia 2015 w zremisowanym 1:1 meczu z Osmanlısporem, natomiast pierwszą bramkę zdobył 23 października tego samego roku w wygranym 3:1 pojedynku z Eskişehirsporem. W ekipie z Kayseri pełnił głównie rolę podstawowego napastnika, jednak nie potrafił nawiązać do osiągnięć odnoszonych w Benfice – zajął z klubem dopiero piętnaste, ostatnie bezpieczne miejsce w lidze.
W lipcu 2016 Derley wyjechał do Meksyku, gdzie – również na zasadzie wypożyczenia – zasilił klub Chiapas FC z siedzibą w Tuxtla Gutiérrez. W Liga MX zadebiutował 31 lipca 2016 w wygranym 1:0 spotkaniu z Tolucą.
| Sezon     | Klub         | Kraj       | Rozgrywki     | Mecze | Bramki |
| --------- | ------------ | ---------- | ------------- | ----- | ------ |
| 2010      | Madureira EC | Brazylia   | Série D       | 17    | 4      |
| 2012      | Madureira EC | Brazylia   | Série C       | 14    | 4      |
| 2013/2014 | CS Marítimo  | Portugalia | Primeira Liga | 30    | 16     |
| 2014/2015 | SL Benfica   | Portugalia | Primeira Liga | 15    | 1      |
| 2015/2016 | Kayserispor  | Turcja     | Süper Lig     | 23    | 5      |
| 2016/2017 | Chiapas FC   | Meksyk     | Liga MX       |       |        |